# Морган, Робин
Робин Морган (род 29 января 1941 года) — американская поэтесса, писательница, активистка, журналистка, лектор и бывшая ребёнок-актриса. С начала 1960-х годов она была ключевой радикальной феминисткой американского женского движения и лидером международного феминистского движения. Её антология 1970 года «Sisterhood is Powerful» была названа Нью-Йоркской публичной библиотекой «Одной из 100 самых влиятельных книг 20-го века». Она написала более 20 книг поэзии, художественной и публицистической литературы и была редактором журнала Ms. magazine.
В 1960-х годах она участвовала в движениях за гражданские права и против войны во Вьетнаме; в конце 1960-х годов она была одной из основательниц радикальных феминистских организаций, таких как New York Radical Women и W.I.T.C.H. Она основала или была соучредительницей феминистской сети охраны здоровья женщин, Национальной организации женщин, подвергшихся насилию, Сети приютов для женщин-медийщиц, Национальной сети кризисных центров по борьбе с изнасилованиями, Гильдии феминистских писательниц, Женского совета по внешней политике, Национального музея женщин в искусстве, Глобального института сестричества, GlobalSister.org и Женской радиосети Гринстоуна. Она также стала соучредительницей Женского медиа-центра вместе с активисткой Глорией Стейнем и актрисой-активисткой Джейн Фонда. В 2018 году она была включена в список 100 женщин Би-би-си.

## Актриса-ребёнок

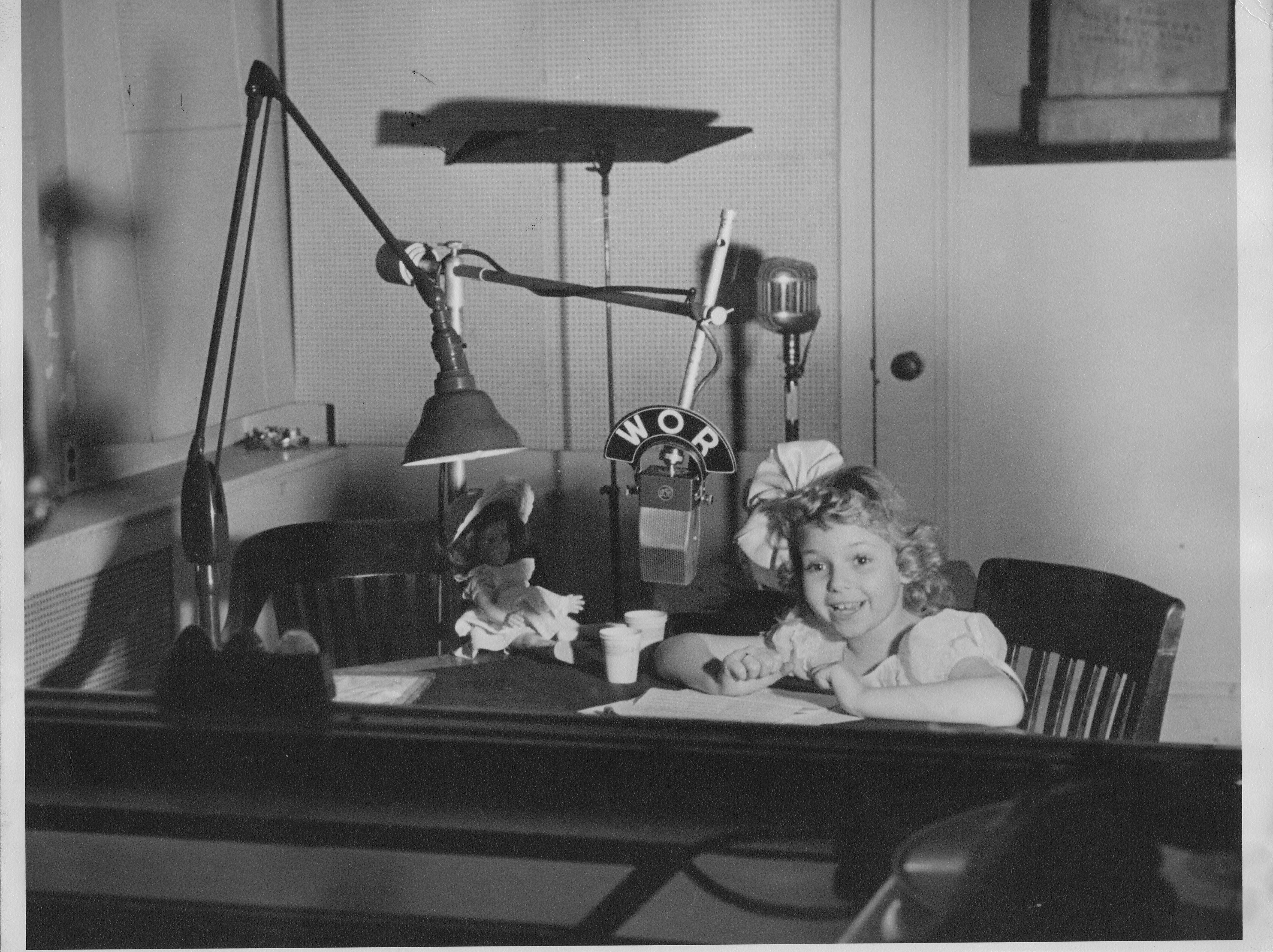
Морган в радиостудии WOR на «Шоу Робина Моргана» в 1946 году

Из-за обстоятельств рождения мать Морган утверждала, что та родилась на год позже, чем на самом деле, и на протяжении всей её карьеры актёра-ребёнка её считали на год моложе.
Уже в младенчестве мать, Фейт, и сестра матери Салли начали работать с Робин в качестве детской модели. В возрасте пяти лет (считается, что ей было четыре года) она получила собственную программу под названием «Маленькая Робин Морган» на нью-йоркской радиостанции WOR. Она также была постоянной участницей оригинальной сетевой радиоверсии «Юношеского жюри». Актёрская карьера Робин пошла в гору, когда ей было восемь лет, и она начала сниматься в телесериале «Мама» в роли Дагмар Хансен, младшей сестры в семье, о которой рассказывалось в сериале. Премьера сериала состоялась на канале CBS в 1949 году, главную роль в нём сыграла Пегги Вуд, и он имел большой успех. Морган сыграла Чеккину Кабрини в фильме «Гражданин Святой» (1947)
В Золотой век телевидения Морган снялась в таких «телеспектаклях», как «Поцелуй и рассказ» и «Алиса в стране чудес», а также была приглашённой звездой в таких драматических сериалах, как «Омнибус», «Саспенс», «Опасность», «Зал славы», «Роберт Монтгомери представляет», «Сказки завтрашнего дня» и «Крафт-театр». Она работала с такими режиссёрами, как Сидни Люмет, Джон Франкенхаймер, Ральф Нельсон; писателями, такими как Пэдди Чаефски и Род Серлинг; выступала с такими актёрами, как Борис Карлофф, Розалинд Рассел, Билл «Бодженглз» Робинсон и Клифф Робертсон.
С четырёх лет Морган хотела писать, а не сниматься, и боролась с попытками матери удержать её в шоу-бизнесе. В 14 лет она покинула группу «Мамы».

## Взрослая жизнь и карьера
Робин Морган продолжила образование в Колумбийском университете. Она начала работать секретарём в литературном агентстве Кёртиса Брауна, где в начале 1960-х годов познакомилась и сотрудничала с такими писателями, как поэт У. Х. Ауден. К тому времени она уже начала публиковать свои собственные стихи (позже они были собраны в её первой книге стихов «Монстр», опубликованной в 1972 году). На протяжении последующих десятилетий, наряду с политической деятельностью, написанием художественной и нехудожественной прозы, чтением лекций в колледжах и университетах о правах женщин, Морган продолжала писать и публиковать стихи.
В 1962 году Морган вышла замуж за поэта Кеннета Питчфорда. В 1969 году она родила сына, Блейка Моргана. Пара развелась в 1983 году. В то время она работала редактором в издательстве Grove Press и участвовала в попытке объединить издательскую индустрию в профсоюз. Когда Гроув уволил её и других сторонников профсоюза, весной 1970 года она возглавила захват и оккупацию их офисов, протестуя против разгона профсоюза, а также против нечестного учёта гонораров Бетти Шабазз, вдовы Малкольма Икса. В тот день Морган и ещё восемь женщин были арестованы.
В середине 1970-х годов Морган стала внештатным редактором журнала Ms. и продолжала сотрудничать с ним в качестве редактора по совместительству или на постоянной основе в последующие десятилетия. С 1989 по 1994 год она занимала должность главного редактора журнала, превратив его в очень успешное, не требующее рекламы, выходящее раз в два месяца международное издание, которое получало награды за написание и оформление и снискало значительное признание среди журналистов.
В 1979 году, когда был выпущен и распространён набор торговых карточек Supersisters с изображением знаменитых женщин из сферы политики, СМИ и развлечений, культуры, спорта и других областей достижений, на одной из карточек было имя и фотография Морган. Сегодня эти карточки находятся в коллекциях Музея современного искусства и библиотеки Университета Айовы.
В 2005 году Морган стала соучредителем некоммерческой прогрессивной женской медиа-организации The Women’s Media Center вместе с подругами — актёром/активисткой Джейн Фондой и активисткой Глорией Стайнем. Семь лет спустя, в 2012 году, она запустила еженедельное радиошоу и подкаст Women’s Media Center Live With Robin Morgan. Передача синдицируется в США, а в виде подкаста публикуется онлайн на сайте WMCLive и распространяется в iTunes в 110 странах. Передача получила высокую оценку The Huffington Post как «ток-радио с мозгами». В ней представлены комментарии Моргана к последним новостям и интервью с активистами, политиками, авторами, актёрами и художниками. Еженедельная часовая программа была взята радиостанцией CBS через две недели после запуска и выходит в эфир на филиале CBS WJFK каждую субботу. Программа включает в себя комментарии Морган к последним новостям и интервью с активистами, политиками, авторами, актёрами и художниками.

## Активизм
К 1962 году Морган стала активной участницей антивоенных левых движений, а также писала статьи и стихи для таких левых и контркультурных журналов, как Liberation, Rat, Win и The National Guardian.
В 1960-е годы она все активнее участвовала в движениях за социальную справедливость, в частности, в движениях за гражданские права и против войны во Вьетнаме. В начале 1967 года она вместе с Эбби Хоффман и Полом Красснером активно участвовала в Молодёжной международной партии (известной в СМИ как «Йиппи»). Однако напряжённость в связи с сексизмом внутри YIP (и «новых левых» в целом) сошла на нет, когда Морган стала больше заниматься вопросами освобождения женщин и современным феминизмом.

В 1967 году Морган стала одной из основательниц недолго просуществовавшей группы New York Radical Women. Она была ключевым организатором их акции протеста против конкурса «Мисс Америка» в Атлантик-Сити в сентябре 1968 года Морган написала памфлет «Мисс Америка», а в том же году стала соучредительницей Женского международного террористического заговора из ада (W.I.T.C.H.), радикальной феминистской группы, которая использовала публичный уличный театр (называемый «хексы» или «запы»), чтобы привлечь внимание к сексизму. Морган разработала универсальный символ женского движения — женский символ, представляющий собой круг с крестом под ним, в центре которого находится поднятый кулак. Оксфордский словарь английского языка также приписывает ей первое использование термина «herstory» в печати в антологии «Sisterhood is Powerful» в 1970 г Говоря о феминистской организации W.I.T.C.H., Морган пишет: 
«Изменчивость и остроумие ведьм проявляются в постоянно меняющейся аббревиатуре: основное, первоначальное название было „Женский международный террористический заговор из ада“ […], а последнее, которое мы слышим на данный момент, — „Женщины, вдохновленные на создание истории“»
На гонорары от антологии Sisterhood Is Powerful Морган основала первый в США феминистский фонд, предоставляющий гранты: Sisterhood Is Powerful Fund, который предоставил стартовый капитал многим ранним женским группам в 1970-х и 1980-х годах. Она решительно порвала с тем, что она назвала «мужскими левыми», когда возглавила женский захват подпольной газеты Rat в 1970 году, и перечислила причины своего разрыва в первом женском выпуске газеты, в эссе под названием «Прощай все это». Эссе получило известность в прессе благодаря тому, что называло конкретных сексистских людей и институты левых. Спустя десятилетия, во время праймериз демократов на президентскую гонку 2008 года, Морган написала пламенное продолжение своего эссе под названием «Прощай все это № 2» в защиту Хиллари Клинтон. Статья быстро стала вирусной в интернете, поскольку в ней осуждалась сексистская риторика СМИ в адрес Клинтон.
В 1977 году Морган стала ассоциированным членом Женского института свободы прессы (WIFP). WIFP — это американская некоммерческая издательская организация. Организация работает над расширением общения между женщинами и привлечением общественности к формам женских СМИ.
Морган много путешествовала по Соединённым Штатам и всему миру, чтобы привлечь внимание к межкультурному сексизму. Она встречалась и брала интервью у повстанок на Филиппинах, бразильских активисток в трущобах/фавелах Рио, женщин-организаторов в посёлках Южной Африки и подпольных феминисток в Иране. Дважды — в 1986 и 1989 годах — она проводила месяцы в лагерях палестинских беженцев в Иордании, Ливане, Египте, Сирии, на Западном берегу реки Иордан и в секторе Газа, чтобы рассказать об условиях жизни женщин. Морган также выступала в университетах и институтах стран Европы, Карибского бассейна и Центральной Америки, а также в Австралии, Бразилии, Китае, Индонезии, Израиле, Японии, Непале, Новой Зеландии, островных государствах Тихого океана, Филиппинах и Южной Африке.
За годы своей деятельности Морган получила множество наград за защиту прав женщин. В 1990 году Фонд феминистского большинства назвал Робин Морган «Женщиной года»; в 1992 году она получила награду Warrior Woman Award за содействие расовому взаимопониманию от Национальной организации азиатско-американских женщин; в 2002 году она получила награду за жизненные достижения в области прав человека от организации Equality Now, а в 2003 году The Feminist Press вручила ей награду «Femmy» за «служение литературе». В 2007 году она получила награду Humanist Heroine Award от Американской гуманистической ассоциации.
Инцидент с Лимбо в FCC
В марте 2012 года Морган вместе со своими соучредителями Женского медиа-центра Джейн Фонда и Глорией Стейнем написали открытое письмо, в котором просили слушателей обратиться в Федеральную комиссию связи США (FCC) с просьбой расследовать спор Раша Лимбо и Сандры Флюк, где Раш Лимбо назвал Сандру Флюк «шлюхой» и «проституткой» после того, как она выступила за страховое покрытие для контрацепции. Они попросили, чтобы станции, лицензированные для общественного вещания с Лимбо, были привлечены к ответственности за нарушение общественных интересов как постоянные пропагандисты разжигающих ненависть высказываний против различных бесправных групп и меньшинств.

## Антологии сестринства
В 1970 году Морган составила, отредактировала и представила первую антологию феминистских произведений «Sisterhood is Powerful». В сборник вошли ставшие классическими феминистские эссе таких активисток, как Наоми Вайнштейн, Кейт Миллетт, Элеонор Холмс Нортон, Флоринсет Кеннеди, Фрэнсис М. Бил, Джорин, Мардж Пирси, Люсинда Сайслер и Мэри Дейли, а также исторические документы, включая Билль о правах N.O.W., выдержки из манифеста SCUM, манифеста Redstockings, исторические документы из W.I. T.C.H. и основополагающее заявление Группы освобождения чернокожих женщин Маунт-Вернона. Он также включал то, что Морган называл «словесным каратэ»: полезные цитаты и статистические данные о женщинах. Антология была процитирована Нью-Йоркской публичной библиотекой как одна из «Книг Нью-Йоркской публичной библиотеки [20-го] века». Морган основала первую американскую феминистскую грантодающую организацию The Sisterhood Is Powerful Fund, получающую гонорары от Sisterhood Is Powerful. Однако антология была запрещена в Чили, Китае и Южной Африке.
В её последующем издании 1984 года «Сестричество глобально: антология международного женского движения» собраны статьи о женщинах из более чем семидесяти стран. В том же году она основала Глобальный институт сестричества, известный тем, что стал первым международным феминистским аналитическим центром. Неоднократно отказываясь от поста президента, она избиралась секретарём организации с 1989 по 1993 год, была вице-президентом с 1993 по 1997 год, а после работы в консультативном совете, наконец, согласилась стать президентом в 2004 году. Третий том, Сестричество навсегда: Женская антология нового тысячелетия в 2003 году, представлял собой сборник статей, в основном известных феминисток, как молодых, так и «винтажных», в ретроспективе и плане будущего феминистского движения. Он был составлен, отредактирован и снабжён вступлением Морган, также Морган написала тексты «Винтажным феминисткам» и «Молодым женщинам», также включённые в антологию.

## Журналистика
Статьи, эссе, обзоры, интервью, политические анализы и журналистские расследования Морган широко публиковались в таких изданиях, как The Atlantic, Broadsheet, Chrysalis, Essence, Everywoman, The Feminist Art Journal, The Guardian, The Guardian, The Hudson Review, Los Angeles Times, Ms., The New Republic, The New York Times, Off Our Backs, Pacific Ways, The Second Wave, Sojourner, The Village Voice, The Voice of Women, различных периодических изданиях Организации Объединённых Наций и др.
Статьи и эссе также появлялись в перепечатках в международных СМИ, на английском языке по всему содружеству, а также в переводе на 13 языков в Европе, Южной Америке, на Ближнем Востоке и в Азии
Морган много лет была редактором журнала Ms. и получила премию Front Page Award за выдающиеся журналистские достижения за статью на обложке под названием «Первые феминистки-изгнанницы из СССР» в 1981 г. С 1989 по 1994 г. она была главным редактором журнала, а в 1991 г. вновь запустила его в качестве международного двухмесячного издания без рекламы. Это принесло ей ряд наград, в том числе награду за редакционное мастерство от Utne Reader в 1991 году и награду за исключительные заслуги в журналистике от Национального женского политического собрания. Морган оставила свой пост в 1994 году, чтобы стать консультирующим редактором журнала, которым она остаётся и по сей день. Морган пишет для интернет-аудитории и часто ведёт блог. Среди наиболее известных её статей — «Письма с нулевой отметки» (написанные и опубликованные после терактов 11 сентября 2001 года и ставшие вирусными), «Прощание со всем этим #2», «Женщины арабской весны», «Когда плохие новости — это хорошие новости: Записки феминистского наркомана», «Мужественность и моральный отказ» и «Исцеление верой: Скромное предложение о религиозном фундаментализме». Её работы размещены в архивах Женского медиацентра.

## Авторство

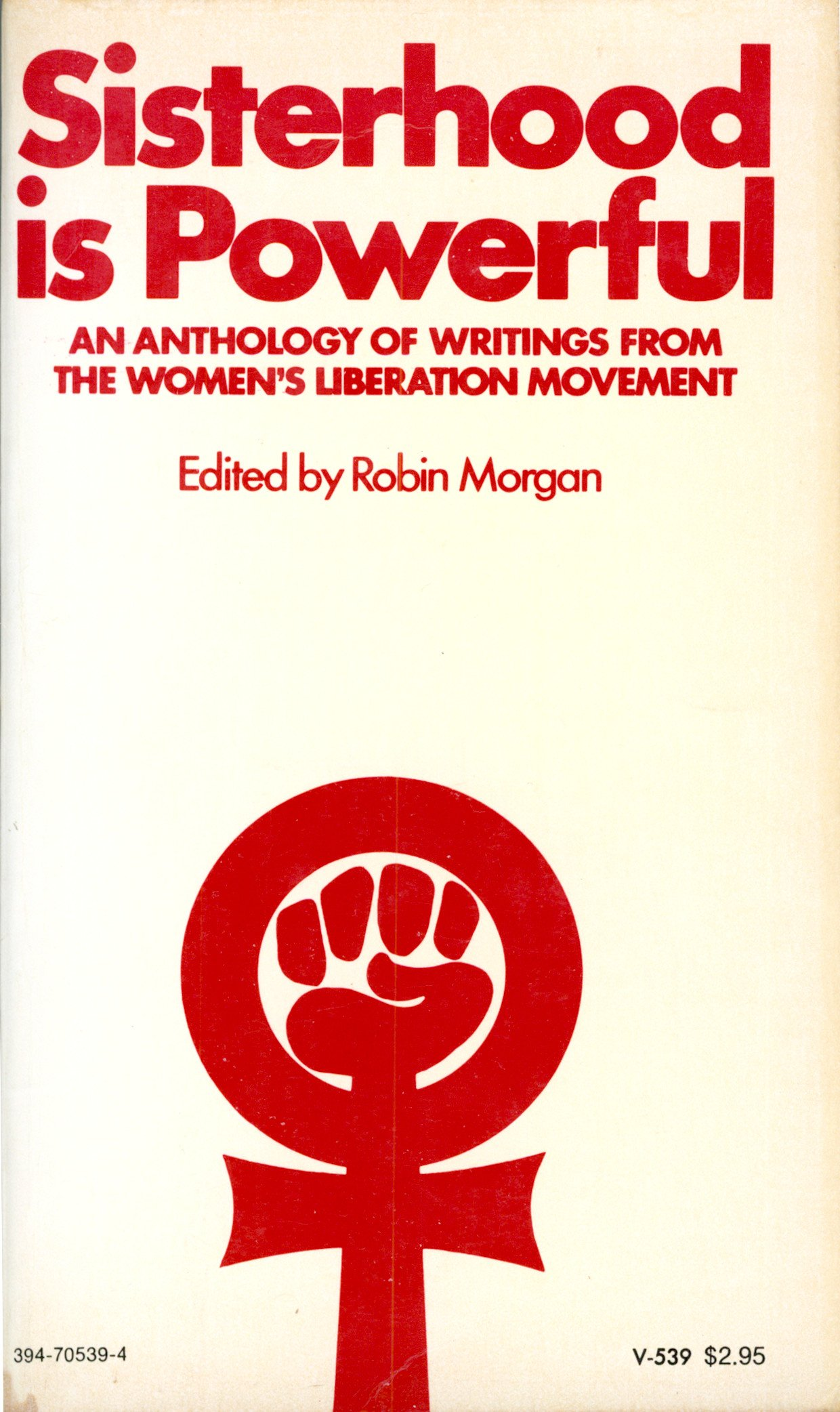
Обложка книги «Sisterhood Is Powerful», 1970 год

Робин Морган опубликовала 21 книгу, включая поэтические и художественные произведения, а также ставшие классическими антологии Sisterhood Is Powerful, Sisterhood Is Global и Sisterhood Is Forever. Задолго до того, как она стала известна как лидер феминизма, литературные журналы публиковали её как серьёзную поэтессу. Согласно рецензии 1972 года на её первую книгу стихов Monster, опубликованной в The Washington Post: «[Эти стихи] утверждают Морган как поэтессу со значительными средствами. В них есть дикая элегантность, богатство словарного запаса, напор и стальной блеск… Мощная, вызывающая книга».
В 1979 году Морган получила стипендию Национального фонда искусств по творчеству в поэзии, а в следующем году провела писательскую резиденцию в колонии искусств Yaddo. В это время она работала над циклом пьес в стихах. Среди поэтических сборников Морган — A Hot January: Poems 1996—1999 (W. W. Norton, 1999), Depth Perception: New Poems and a Masque (Doubleday, 1994), Upstairs in the Garden: Poems Selected and New 1968—1988 (W. W. Norton, 1990), Death Benefits (Copper Canyon Press, 1981), Lady of the Beasts (Random House, 1976) и Monster (Random House, 1972). О книге «Жаркий январь» Элис Уокер писала: «Морган доказывает, что изысканная поэзия может быть самым удивительным даром горя. Том такой же гордый, яростный, уязвимый и смелый, как сама поэтесса». В рецензии на книгу «Наверху в саду» отмечается: «Как подтверждение и празднование женского опыта, эти изобретательные стихи успешно сочетают феминистскую риторику с яркой образностью и чувствительностью к музыке языка» Две книги стихов, Lady of the Beasts и Depth Perception, заслужили отзывы в Poetry Magazine, причём критик Джей Парини заявил, что «Робин Морган скоро будет считаться одним из наших поэтов первого ранга».
По состоянию на 2015 год Морган опубликовала три художественных книги. Её дебютным романом стал полуавтобиографический «Сухая улыбка» (издательство Doubleday & Company, 1987), за которым последовала книга The Mer-Child: A Legend for Children and Other Adults (опубликован издательством The Feminist Press при Городском университете Нью-Йорка, 1991). Последнее художественное произведение — исторический роман The Burning Time (Melville House Books, 2006), действие которого происходит в XIV веке и основано на судебных протоколах первого процесса над ведьмами в Ирландии. The Burning Time был включён в список рекомендованной качественной художественной литературы 2007 года Американской библиотечной ассоциации, а также стал лучшим романом в мягкой обложке 2006 года по версии Book Sense (Американской ассоциации книготорговцев).
Морган составила, отредактировала и представила несколько влиятельных антологий: Sisterhood Is Powerful: Антология женского освобождения (1970), Sisterhood Is Global: Антология международного женского движения (1984) и Sisterhood Is Forever: Антология женщин нового тысячелетия (2003). Она также является автором нехудожественной литературы: «Зайти слишком далеко» (1978), «Анатомия свободы» (1984), "Любовник демонов: On the Sexuality of Terrorism (1989), The Word of a Woman (1994) и Saturday’s Child: A Memoir (2001). Одна из наиболее широко переведённых книг Морган и бестселлер «Любовник демона» — это комментарий к психологическим и политическим корням терроризма, и New York Times Book Review назвал её «важной… убедительной…. [Морган] интенсивной и временами великолепной». Её последняя опубликованная нон-фикшн книга — Fighting Words: A Tool Kit for Combating the Religious Right (2006).

## Личная жизнь
Робин Морган выросла в Нью-Йорке, сначала в Маунт-Верноне, а затем на Манхэттене, на Саттон-Плейс. В 1956 году она окончила школу The Wetter School в Маунт-Верноне, и с тех пор до 1959 года занималась с частным репетитором. Свои первые серьёзные стихи она опубликовала в литературных журналах в возрасте 17 лет. В статье, опубликованной в журнале Jewish Women’s Archive, Морган рассказывает, что имеет еврейские корни, но описывает свои взгляды на религию как викканские и/или атеистические: «Когда мне приходится определять себя в этнических терминах, я описываю себя как европейскую американку ашкеназского (с примесью сефардов) еврейского происхождения. Я уважаю и понимаю желание других людей утверждать, что их этнические корни занимают центральное место в их идентичности, но хотя я очень горжусь своими, я чувствую, что они не играют особой роли в моей идентичности. Я глубоко против всех патриархальных религий, включая иудаизм, но не ограничиваясь им». Морган продолжает затрагивать такие темы, как религия, политика и секс, в своих пламенных комментариях на радиошоу WMC Live with Robin Morgan.
Сегодня Робин Морган живёт на Манхэттене. Блейк Морган, её сын от бывшего мужа Кеннета Питчфорда, — музыкант, звукозаписывающий исполнитель и основатель нью-йоркской звукозаписывающей компании ECR Music Group.
В 2000 году Нортон опубликовал мемуары Морган «Дитя субботы», в которых она откровенно рассказала о «теневых обстоятельствах своего рождения; о любовно-ненавистнических отношениях с матерью, длившихся всю жизнь; о годах, когда она была известным актрисой-ребёнком, и о борьбе за выход из шоу-бизнеса, чтобы стать серьёзной писательницей; О браке с пламенным поэтом-бисексуалом и о том, как материнство изменило её жизнь; о годах участия в движении за гражданские права, „новых левых“ и контркультуре; о том, как она стала лидером мирового феминизма; о своих любовных связях как с женщинами, так и с мужчинами», — сообщает BookNews.com. В книге Морган «ярко выражена её страсть к писательству, особенно к поэзии, а также её любовь и уважение к сыну, родившемуся в 1969 году», — говорится в книжном обзоре The New York Times.
В апреле 2013 года Морган публично объявила о том, что у неё диагностирована болезнь Паркинсона, рассказав об этом в своём радиошоу WMC Live with Robin Morgan. Она рассказала, что диагноз был поставлен ей в 2010 году, но качество её жизни до сих пор было «нормальным». После постановки диагноза Морган стала активно сотрудничать с Фондом болезни Паркинсона (PDF), пройдя обучение, чтобы стать частью инициативы Parkinson’s Advocates in Research. В 2014 году она стала катализатором новой инициативы PDF «Женщины и БП», которая направлена на улучшение обслуживания женщин, страдающих болезнью Паркинсона, путём понимания и устранения гендерного неравенства в области исследований, лечения и поддержки лиц, осуществляющих уход. Морган также написала новые стихи, вдохновлённые её борьбой с болезнью, и выступила с чтением некоторых из них на TED Talk конференции TEDWomen 2015.

## Фильмография
1940-е годы
- Гражданин Святой: жизнь матери Кабрини (играет Франческу С. Кабрини в детстве)
- Шоу Маленькой Робин Морган в роли самой себя (WOR радиошоу)
- Жюри по делам несовершеннолетних в роли самой себя

1950-е
- Мама в роли Дагмар Хансен
- Алиса в Стране чудес в телевизионном театре Крафт (в роли Алисы)
- Мистер Я-Волшебство (как личность)
- Сказки о завтрашнем дне (в главной роли Лили Масснер)
- Поцелуй и расскажи специальный выпуск для телевидения (в главной роли Корлисс Арчер, 1956)
- Другие видео и кинескопы в коллекции Робина Моргана в Медиа-центре Пейли, Нью-Йорк

1980-е — 2010-е
- Не история любви: фильм о порнографии [Полнометражный документальный фильм] (в роли самой себя) (1981)
- Американский опыт Документальный фильм для телевидения (в роли самой себя) (2002)
- Документальный фильм 1968 года с Томом Брокоу (в роли самой себя) (2007)
- Интервью Ронни Элдриджа (2007)
- Создатели: Женщины, которые создают Америку на PBS (2013)

## Публикации

### Поэзия
- 1972: Монстр
- 1976: Повелительница зверей: стихи
- 1981: Пособия по случаю смерти: Справочник (Коппер-Каньон, ограниченный тираж в 200 экземпляров)
- 1982: Восприятие глубины: новые стихи и маска
- 1999: Жаркий январь: стихи 1996—1999 (У. У. Нортон)
- 1990: Наверху в саду: избранные и новые стихи (У. У. Нортон)

### Научная литература
- 1977: Зайти слишком далеко: личная хроника феминистки
- 1982: Анатомия свободы
- 1989: Демон-любовник: о сексуальности терроризма
  - 2001: Демон-любовник: корни терроризма (Обновлённое второе издание, Washington Square Press/Simon & Schuster, Inc)
- 1992: Слово женщины
- 1995: Женское кредо (брошюра), Сестричество — глобальный институт
- 2001: Субботнее дитя: мемуары
- 2006: Борьба со словами: инструментарий для борьбы с религиозным правом (Национальные книги)

### Художественная литература
- 1987: Вытри улыбку
- 1991: Морское дитя: новая легенда для детей и других взрослых (Феминистская пресса)
- 2006: Время горения

### Антологии
- 1969: Новая женщина (редактор поэзии)
- 1970: Сестричество могущественно: Антология произведений женского освободительного движения
- 1984: Сестричество глобально: Антология Международного женского движения
- 2003: Сестричество навсегда: Женская антология нового тысячелетия

### Эссе
- «Политика садомазохистских фантазий»
- «Лампочки, редис и политика XXI века»

### Спектакли
- «Их собственная страна» (дебютное представление, драматический сериал «Вознесение», Нью-Йорк, 10 декабря 1961 года, 8:30 вечера, церковь Вознесения, приём сразу после этого.)
- «Дуэль». Пьеса в стихах, опубликованная как «Маска» в её книге «Восприятие глубины» (дебютное исполнение). Публичный театр Джозефа Паппа Нового Шекспировского фестиваля, Нью-Йорк, 1979)